# 湖南省国家安全厅
湖南省国家安全厅是湖南省人民政府主管全省国家安全工作的组成部门。负责和管理地区防范、打击危害国家安全行为的工作，开展隐蔽战线的对敌斗争，保卫国家安全，维护社会政治稳定。

## 历任厅长
- 纪文波（1993.11-2003.03）
- 周红军（2003.03-2008.03）
- 梁建强（2008.03-2012.09.27）[1]
- 杨光荣（2012.09.27-?）[2]
- 杨洪亮（?-?）[3]
- 张云涛（?-?）[4]